# つだつよし
つだ つよし。（本名 : 津田 剛、1976年4月28日 - ）は、日本の講演家、タレント、放送作家、心理カウンセラー。株式会社ドリームプロモーション所属。大分県大分市出身、血液型B型。既婚。

## 人物
小学校時代よりラグビースクールに通い、大分舞鶴高校時代は名門のラグビー部に在籍、全国大会ベスト8となる。又、元気が出るテレビのお笑い甲子園に出演するなど、地元では知られた目立つ高校生であった。高校卒業後、吉本興業福岡事務所に所属、博多華丸に師事する。当時、同事務所に所属していた「ヒロシです」のヒロシとコンビを組み、「元気吉本」、「Hi-Ho!」、「吉本111-130R」などにレギュラー出演。
福岡吉本在籍中も大分の番組「スパークオンウェーブ」に現パンクブーブーの佐藤哲夫と共に出演していたが、帰郷して活動の拠点を大分に移す。この頃より、タレントだけではなく、放送作家、ディレクター業もこなし、テレビ・ラジオの看板番組も最高で週4本持つなど活躍。中でもJリーグ・大分トリニータの勝利を願う「ビクトリニータマン」はトリニータのキャラクター的存在として子どもたちに大きな人気を博した。
ビクトリニータマン終了後、子供たちの夢の応援を目的とした番組「つだつよし。のダッシュくん。」をスタート。これまで番組の中で約1500人の子どもたちの夢の実現をサポートしてきた。それらの経験の中で心に興味を持ち心理カウンセラー資格を取得。
その後、フリースクールの運営や、専門学校の学校長など教育分野に活動の場を移す。
現在は、教育現場・企業での研修や講演など、講師業を精力的に行っている。
2023年からは、大分市内で２ヶ所、発達障害の児童生徒を療育する児童福祉施設「ダッシュくん。fit」の運営も行う
2012年3月独立、ドリームプロモーションを設立。
中学時代の同級生に千代大海龍二や大分放送元アナウンサーで次期津久見市長の石川正史がいる。

## 現在の出演番組
- ゆ〜わくワイド（テレビ大分）
- つだつよし。のダッシュくん。（同）

## 過去の出演番組

### 在福局
- Hi-Ho!（テレビ西日本）
- 吉本111-130R（TXN九州）

### 大分放送
- 大分トリニータ応援バラエティ“Winning Goal”（テレビ）
- つだつよしのスパークリングラジオ（ラジオ）
- つだつよし。のココロすてきラジオ（同）
- つよしまさし（同、石川正史と共演）

### テレビ大分
- SPARK ON WAVE
- パチンコカンパニーパチカンII

### 大分朝日放送
- 放課後PUNCH!
- 女子更衣室
- ハイってます!

### エフエム大分
- つだつよしのつんつくりんDX
- Super Splash Radio
- セイシュンのTRY×3
- トリニータ公式ラジオブルラジオーレ
- LOVE☆TRINITA

## 講演会演題
- 誰からも愛される子どもに育てる5つの方法